# Left Field Productions
Left Field Productions és un estudi de desenvolupament de videojocs independent situat a Ventura (Califòrnia), EUA. Fundat en 1994 pels veterans de la indústria John Brandwood, Jeff Godfrey i Mike Lamb, Left Field; és probablement més conegut pel seu temps dedicat a ser desenvolupador third-party de Nintendo, durant el qual van dissenyar l'aclamat joc de Nintendo 64, Excitebike 64. El 23 d'abril de 1998, Nintendo va anunciar la compra d'una participació minoritària en Left Field Productions, que els permetia ampliar les seves operacions i garantir un flux constant de contingut exclusiu dels desenvolupadors. El setembre de 2002, després de mesos d'especulació, Left Field comprà la participació de Nintendo en l'empresa, per a convertir-se una vegada més en un estudi totalment independent third-party.

## Jocs desenvolupats perLeft Field Productions
- 1994 - Slam 'N' Jam (3DO, PC)
- 1995 - Slam 'N' Jam `95 (3DO)
- 1996 - Slam 'N' Jam `96 Featuring Magic & Kareem (PlayStation, Sega Saturn)
- 1998 - Kobe Bryant in NBA Courtside (Nintendo 64)
- 1999 - Disney's Beauty and the Beast: A Board Game Adventure (Game Boy Color)
- 1999 - NBA 3 on 3 featuring Kobe Bryant (Game Boy Color)
- 1999 - NBA Courtside 2: Featuring Kobe Bryant (Nintendo 64)
- 2000 - 3-D Ultra Pinball: Thrillride (Game Boy Color)
- 2000 - Disney's The Little Mermaid II: Pinball Frenzy (Game Boy Color)
- 2000 - Excitebike 64 (Nintendo 64, Nintendo iQue)
- 2002 - Backyard Football (Gamecube)
- 2002 - NBA Courtside 2002 (GameCube)
- 2004 - MTX Mototrax (PlayStation 2, Xbox, PC, Mac)
- 2005 - World Series of Poker (GameCube, PlayStation 2, PlayStation Portable, Xbox)
- 2006 - MTX Mototrax (PlayStation Portable)
- 2006 - World Series of Poker: Tournament of Champions (PlayStation 2, Xbox 360, PlayStation Portable, Wii)
- 2006 - Dave Mirra BMX Challenge (PlayStation Portable)
- 2007 - Dave Mirra BMX Challenge (Wii)
- 2007 - World Series of Poker: Battle for the Bracelets (PlayStation 3, PlayStation 2, Xbox 360, PlayStation Portable)
- 2007 - Nitrobike (Wii)

## Premis
- Best Extreme Sports Game - MTX Mototrax (2004, Play Magazine)
- IGN Editor's Choice Award - Excitebike 64 (2000, IGN)
- IGN Editor's Choice Award - MTX Mototrax (2004, IGN)
- IGN Editor's Choice Award - NBA Courtside 2: Featuring Kobe Bryant (1999, IGN)